# Дані Себальйос
Дані Себальйос (ісп. Dani Ceballos; нар. 7 серпня 1996, Утрера) — іспанський футболіст, центральний півзахисник клубу «Реал Мадрид».
Виступав, зокрема, за клуб «Реал Бетіс», а також молодіжну збірну Іспанії.

## Клубна кар'єра

### Ранні роки
Розпочинав займатись футболом в академію «Севільї», куди потрапив у віці 8 років. Але був звільнений у 2009 році через хронічний бронхіт. Пізніше він грав в команді з рідного міста «Утрера», після чого опинився в таборі непримиренного суперника «Севільї» клубі «Реал Бетіс». З ним Себальйос підписав перший професійний контракт 22 лютого 2014 року.

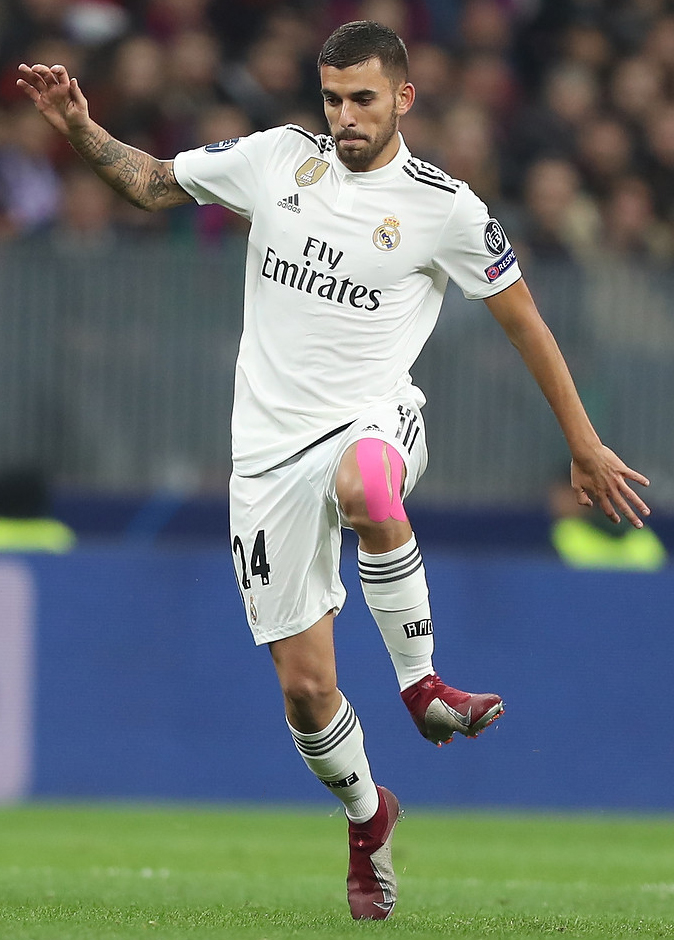
Дані Себальйос під час виступів за «Реал». 2018 рік.

26 квітня 2014 року, навіть не зігравши жодної гри за дубль, Себальйос відіграв свою першу офіційну гру за першу команду андалусців, вийшовши на заміну в матчі Ла Ліги проти «Реал Сосьєдаду» (0:1). Цей матч так і залишився для Дані єдиним у тому сезоні, а його команда вилетіла в Сегунду, після чого ряд гравців покинув клуб і Себальйос став основним гравцем. 21 грудня 2014 року він забив свій перший професійний гол, відзначившись у Сегунді у воротах «Расінга» (Сантандер); загалом він забив 5 голів у 33 матчах і допоміг команді з першої спроби повернутись у Прімеру.
15 жовтня 2015 року, після тривалих переговорів, Себальйос продовжив свій контракт з клубом до 2020 року і поступово став одним з лідерів команди. 16 квітня 2017 року він забив свій перший гол у Ла Лізі, відзначившись головою у матчі проти «Ейбару» (2:0). Всього за три з половиною сезони, взяв участь у 98 матчах чемпіонату.

### «Реал Мадрид»
14 липня 2017 року мадридський «Реал» оголосив про підписання контракту з гравцем. Угода розрахована на шість років. 20 липня 2017 року був офіційно представлений як гравець «королівського клубу» під 24 номером.
17 серпня Дані офіційно дебютував за новий клуб, замінивши Тоні Крооса у другому матчі Суперкубка Іспанії 2017 проти «Барселони». Зустріч, що проходила на «Сантьяго Бернабеу», завершилася з рахунком 2:0 на користь «вершкових» і дозволила Себальйосу в першому ж матчі за новий клуб здобути перший у кар'єрі трофей. 23 вересня Себальос відзначився дублем у ворота «Алавеса». Зустріч завершилася з рахунком 2:1 на користь столичної команди. Станом на 14 листопада 2017 відіграв за королівський клуб 2 матчі в національному чемпіонаті.
Влітку 2019 року орендований англійським «Арсеналом». У складі клубу провів 2 сезони, після чого повернувся до Іспанії.

## Виступи за збірні
2014 року дебютував у складі юнацької збірної Іспанії. Брав участь на юнацькому чемпіонаті Європи 2015 року у Грузії серед збірних до 19 років і став переможцем турніру. Всього взяв участь у 13 іграх на юнацькому рівні.
З 2015 до 2019 року залучався до складу молодіжної збірної Іспанії. У ній Себальйос став найкращим гравцем молодіжного чемпіонату Європи 2017 року, який проходив у Польщі. У фіналі збірна Іспанії програла одноліткам з Німеччини і зайняла друге місце. За два роки Себальйос взяв участь і у наступному молодіжному чемпіонаті Європи 2019 року, де здобув золоті медалі. Всього на молодіжному рівні зіграв у 29 офіційних матчах, забив 8 голів.
11 вересня 2018 року дебютував у складі національної збірної Іспанії в грі Ліги націй УЄФА проти Хорватії (6:0). Він забив свій перший гол за свою країну 15 листопада, у Загребі проти того ж суперника (2:3) та в тому ж змаганні.
У червні 2021 року включений до заявки збірної Іспанії U-23 на Літні Олімпійські ігри 2020, здобувши з командою срібні нагороди.

## Статистика виступів

### Статистика клубних виступів
| Сезон                  | Команда                | Чемпіонат              | Чемпіонат | Чемпіонат | Національний кубок | Національний кубок | Національний кубок | Континентальні кубки | Континентальні кубки | Континентальні кубки | Інші змагання | Інші змагання | Інші змагання | Усього за | Усього за |
| Сезон                  | Команда                | Ліга                   | Ігор      | Голів     | Ліга               | Ігор               | Голів              | Ліга                 | Ігор                 | Голів                | Ліга          | Ігор          | Голів         | Ігор      | Голів     |
| ---------------------- | ---------------------- | ---------------------- | --------- | --------- | ------------------ | ------------------ | ------------------ | -------------------- | -------------------- | -------------------- | ------------- | ------------- | ------------- | --------- | --------- |
| 2013–14                | «Реал Бетіс»           | ПД                     | 1         | 0         | КІ                 | 0                  | 0                  | -                    | -                    | -                    | -             | -             | -             | 1         | 0         |
| 2014–15                | «Реал Бетіс»           | СД (ІІ)                | 33        | 5         | КІ                 | 2                  | 0                  | -                    | -                    | -                    | -             | -             | -             | 35        | 5         |
| 2015–16                | «Реал Бетіс»           | ПД                     | 34        | 0         | КІ                 | 4                  | 0                  | -                    | -                    | -                    | -             | -             | -             | 38        | 0         |
| 2016–17                | «Реал Бетіс»           | ПД                     | 30        | 2         | КІ                 | 1                  | 0                  | -                    | -                    | -                    | -             | -             | -             | 31        | 2         |
| Усього за «Реал Бетіс» | Усього за «Реал Бетіс» | Усього за «Реал Бетіс» | 98        | 7         |                    | 7                  | 0                  |                      | -                    | -                    |               | -             | -             | 105       | 7         |
| 2017–18                | «Реал Мадрид»          | ПД                     | 2         | 2         | КІ                 | 0                  | 0                  | ЛЧ                   | 1                    | 0                    | СУ+СІ+КЧС     | 0+1+0         | 0             | 4         | 2         |
| Усього за кар'єру      | Усього за кар'єру      | Усього за кар'єру      | 100       | 9         |                    | 7                  | 0                  |                      | 1                    | 0                    |               | 1             | 0             | 109       | 9         |

## Досягнення

### Командні
«Реал Мадрид»
Переможець Ліги Чемпіонів УЄФА (3): 2017-18, 2021-22, 2023-24
Володар Суперкубка УЄФА (2): 2017, 2022
Володар Суперкубка Іспанії (3): 2017, 2021, 2023
Переможець Клубного чемпіонату світу (5): 2014, 2016, 2017, 2018, 2022
Чемпіон Іспанії (2): 2021-22, 2023-24
Володар кубка Іспанії (1): 2022–23
Міжконтинентальний кубок ФІФА (1): 2024
«Арсенал»
Володар Кубка Англії (1): 2019-20
Іспанія U-19
Чемпіон Європи (U-19): 2015
Іспанія U-21
Чемпіон Європи (U-21): 2019
Іспанія U-23
 Срібний олімпійський призер: 2020

### Індивідуальні
- Найкращий гравець молодіжного чемпіонату Європи: 2017